# 下施莱滕巴赫
下施莱滕巴赫是德国莱茵兰-普法尔茨州的一个市镇。总面积7.64平方公里，总人口314人，其中男性160人，女性154人（2011年12月31日），人口密度41人/平方公里。